# إبراهيم الآلوسي (طبيب)
الأستاذ الدكتور إبراهيم عاكف عبد الباقي بن أبو الثناء محمود شهاب الدين الآلوسي هو طبيب وسياسي ودبلوماسي عراقي، وهو حفيد أبو الثناء الآلوسي، ولد عام  1897 أو 1898 بمحلة العاقولية قرب جامع الحيدرخانة في جانب الرصافة من بغداد، وتوفي عام 1985. تخرج من مدارس إسطنبول الطبية عام 1921، بعد أن أتم الدراسة في مستشفى «كوموش صوي».

## سيرته العملية
عمل طبيبا مركزيا في لواء كربلاء عام 1923، وساهم في مكافحة وباء الهيضة الذي حل على لواء كربلاء عام 1924.
ثم عمل طبيبا في بغداد في مستشفى المجيدية (مدينة الطب حاليا) عام 1926.
في عام 1930، شغل منصب رئيس صحة لواء العمارة وكالة، وكان له دور في مكافحة مرض الكوليرا الذي أصاب مدينة العمارة. ثم شغل منصب مدير صحة العاصمة للفترة 1931 إلى 1934. وفي عام 1934، شغل منصب رئيس صحة البصرة ومدير مستشفى الملكي في البصرة. وفي عام 1936، شغل منصب رئيس صحة لواء بغداد ورئيس المعاهد الصحية ثم مدير صحة بغداد لعام 1939. وفي عام 1943، شغل منصب مفتش للشؤون الاجتماعية والصحية.
شغل منصب وزير المعارف في وزارتي حمدي الباجه جي الأولى والثانية للفترة من عام 1944 ولغاية 1946.
عاد بعد خروجه من الوزارة مديراً عاماً للصحة في آذار 1946 فمديراً عاماً للشؤون الاجتماعية في أيار 1946، وكذلك في عام 1946، شغل منصب نائب في مجلس النواب عن بغداد، كما شغل منصب نائب رئيس لجنة إغاثة الشعب الفلسطيني في الجامعة العربية عام 1948.
نقل إلى السلك الخارجي فعين وزيراً مفوضاً في ديوان وزارة الخارجية في تشرين الأول 1948، فشغل منصب وزير مفوض لدى دمشق في تشرين الثاني 1948. ثم شغل منصب منصب وزير مفوض في أنقرة في شباط 1950، فرفع لدرجة سفير في أنقرة في حزيران 1953 إلى كانون الثاني 1956.
عاد مديراً عاماً للطب الوقائي في وزارة الصحة ببغداد لكنه آثر إحالة نفسه على التقاعد في شباط 1956.
كما شغل مناصب أخرى منها مدير الهلال الأحمر في إربد في الأردن وعضو مجلس الأعيان، في تشرين الأول 1957، واعتزل الحياة العامة بعد ثورة 14 تموز 1958.
كان من مؤسسي جمعية حماية الطفل، وعضوا عاملا في جمعية الهلال الأحمر العراقية وجمعية الصداقة العراقية التركية.
توفي في 1 تشرين الثاني 1985، في حي الصليخ ببغداد ودفن بمقبرة الخيزران بجانب جامع الإمام الأعظم أبو حنيفة النعمان بالأعظمية.